# Akoluk, Trabzon
Akoluk là một thị trấn thuộc huyện Trabzon, tỉnh Trabzon, Thổ Nhĩ Kỳ. Dân số thời điểm năm 2011 là 2.305 người.